# Mahir Emreli
Mahir Emreli (Bakú, 1 de julio de 1997), nacido como Mahir Madatov, es un futbolista internacional azerí que juega de delantero en el 1. F. C. Kaiserslautern de la 2. Bundesliga.

## Clubes
| Club                    | País       | Año       |
| ----------------------- | ---------- | --------- |
| F. K. Baku              | Azerbaiyán | 2014-2015 |
| F. K. Qarabağ           | Azerbaiyán | 2015-2021 |
| Legia de Varsovia       | Polonia    | 2021-2022 |
| Dinamo de Zagreb        | Croacia    | 2022-2024 |
| Konyaspor (cedido)      | Turquía    | 2023      |
| 1. F. C. Núremberg      | Alemania   | 2024-2025 |
| 1. F. C. Kaiserslautern | Alemania   | 2025-     |

## Palmarés

### Campeonatos nacionales
| Título                     | Club                   | País       | Año     |
| -------------------------- | ---------------------- | ---------- | ------- |
| Liga Premier de Azerbaiyán | F. K. Qarabağ          | Azerbaiyán | 2015-16 |
| Copa de Azerbaiyán         | F. K. Qarabağ          | Azerbaiyán | 2015-16 |
| Liga Premier de Azerbaiyán | F. K. Qarabağ          | Azerbaiyán | 2016-17 |
| Copa de Azerbaiyán         | F. K. Qarabağ          | Azerbaiyán | 2016-17 |
| Liga Premier de Azerbaiyán | F. K. Qarabağ          | Azerbaiyán | 2017-18 |
| Liga Premier de Azerbaiyán | F. K. Qarabağ          | Azerbaiyán | 2018-19 |
| Liga Premier de Azerbaiyán | F. K. Qarabağ          | Azerbaiyán | 2019-20 |
| Primera Liga de Croacia    | G. N. K. Dinamo Zagreb | Croacia    | 2021-22 |
| Supercopa de Croacia       | G. N. K. Dinamo Zagreb | Croacia    | 2022    |
| Supercopa de Croacia       | G. N. K. Dinamo Zagreb | Croacia    | 2023    |
| Primera Liga de Croacia    | G. N. K. Dinamo Zagreb | Croacia    | 2023-24 |
| Copa de Croacia            | G. N. K. Dinamo Zagreb | Croacia    | 2023-24 |

### Campeonatos internacionales
| Título                            | Club (*)          | País       | Año  |
| --------------------------------- | ----------------- | ---------- | ---- |
| Juegos de la Solidaridad Islámica | Azerbaiyán sub-23 | Azerbaiyán | 2017 |

(*) Incluyendo la selección.